# Phaonia laeta
Phaonia laeta este o specie de muște din genul Phaonia, familia Muscidae. A fost descrisă pentru prima dată de Fallen în anul 1823. Conform Catalogue of Life specia Phaonia laeta nu are subspecii cunoscute.